# Adriana Ferrarese del Bene
Adriana Ferrarese del Bene, född 1755, död 1804, var en italiensk operasångare (sopran).  Hon är känd som den första Susanna i Mozarts Figaros bröllop och Fiordiligi i Così fan tutte.
Hon utbildades i Venedig, där hon var verksam mellan 1778 och 1782. Mellan 1785 och 1787 uppträdde hon i London. Hon är främst känd för sin tid vid Burgtheater i Wien mellan 1788 och 1791, där hon medverkade i Mozarts produktioner. Därefter var hon verksam i Polen 1791-1793, innan hon återvände till Italien, där hon sedan var verksam till åtminstone år 1804. 